# Karin Ersson
Karin Ersson nata Öhman (6 gennaio 1969) è un'ex fondista svedese.

## Biografia
In Coppa del Mondo esordì il 4 gennaio 1992 a Kavgolovo (49ª) e ottenne l'unico podio il 26 novembre 2000 a Beitostølen (3ª).
In carriera prese parte a due edizioni dei Campionati mondiali (25ª nella 10 km a Lahti 2001 il miglior risultato).

## Palmarès

### Coppa del Mondo
- Miglior piazzamento in classifica generale: 45ª nel 1996
- 1 podio (a squadre[1]):
  - 1 terzo posto